# Nardini Klinikum
Das Nardini Klinikum ist ein Klinikverbund in Rheinland-Pfalz mit den beiden Standorten Zweibrücken (St. Elisabeth) und Landstuhl (St. Johannis). Beide Krankenhäuser mit insgesamt 533 Betten tragen zur Grund-, Regel- und Schwerpunktversorgung bei. Träger ist die Nardini Stiftung, die 2000 von den Mallersdorfer Schwestern gegründet wurde. Das Klinikum ist akademisches Lehrkrankenhaus der Hamburger Niederlassung der Universität für Medizin, Pharmazie, Naturwissenschaften und Technik Neumarkt a. M.

## St. Elisabeth Zweibrücken
Das Krankenhaus an seinem heutigen Standort (Kaiserstraße 14) wurde 1907 eröffnet, 1928 kamen neue Gebäude hinzu. Im Zweiten Weltkrieg wurde der Komplex komplett zerstört. 1948 begann die Wiederaufnahme von 100 Patienten mit einem Neubau.
Fachabteilungen
- Innere Medizin
- Chirurgie/Orthopädie
- HNO (Belegabteilung)
- Urologie (Belegabteilung)
- Schmerztagesklinik
- Anästhesie
- Radiologie

## St. Johannis Landstuhl
Seit November 1975 steht das Krankenhaus am Standort Nardinistraße 30 (zuvor Altes Krankenhaus in der Hauptstraße).
Fachabteilungen
- Innere Medizin
- Chirurgie
- Orthopädie
- Gynäkologie/Geburtshilfe
- Palliativmedizin
- Schlaflabor
- HNO (Belegabteilung)
- Anästhesie
- Radiologie